# مسافران (ترانه)
مسافران یا عشایر (به استونیایی: Rändajad) تک‌آهنگی در سبک پاپ از گروه موسیقی اوربان سمفونی است.
این آهنگ در مسابقه آواز یوروویژن ۲۰۰۹ در کشور روسیه اجرا شده‌است.